# Clementina de Jesus
Clementina de Jesus da Silva OMC (Valença, 7 de fevereiro de 1901 — Rio de Janeiro, 19 de julho de 1987), também conhecida como Tina ou Quelé, foi uma cantora brasileira.
Deixou um grande legado no resgate dos cantos negros tradicionais e na popularização do samba, além de ser vista como um importante elo entre a cultura do Brasil e da África.
Apesar de tornar-se conhecida por sua habilidade em revitalizar a herança africana na música popular brasileira através de muitos cânticos de terreiro, Clementina era católica.
É considerada uma das mais importantes e influentes cantoras da história do samba, sendo comumente denominada "rainha do Partido-Alto" graças a seu domínio e experiência únicos no livre versejar exigido por essa modalidade do gênero musical. 

## Biografia
Nascida na comunidade do Carambita, bairro da periferia de Valença e tradicional reduto de jongueiros no sul do Rio de Janeiro, Clementina era filha da parteira Amélia de Jesus dos Santos e do capoeirista e violeiro Paulo Batista dos Santos. Mudou-se com a família para a capital aos oito anos de idade, radicando-se no bairro de Oswaldo Cruz, tendo estudado em regime semi-interno o Orfanato Santo Antônio, onde desenvolveu crença católica. Criança, aprendeu com sua mãe rezas em jejê nagô e cantos em dialeto provavelmente iorubá. Destas influências resultam um misticismo sincrético e uma musicalidade marcada pelo samba e cantos tradicionais de escravizados do meio rural. Devota da Igreja de Nossa Senhora da Glória do Outeiro, participava de festas das igrejas da Penha e de São Jorge, cantando canções de romaria.  
Ainda jovem participou do grupo de Folia de Reis de João Cartolinha. A partir da década de 1920 entrosou-se nos círculos carnavalescos. Desfilou no bloco Moreninha das Campinas, foi diretora da escola de samba Unidos do Riachuelo, participou de atividades da escola Mangueira, e acompanhou de perto o surgimento e desenvolvimento da escola Portela, frequentando desde cedo as rodas de samba da região. A convite do renomado sambista Heitor dos Prazeres, integrou o coro de pastoras que o acompanhava em suas apresentações, ensaiando as demais participantes do conjunto.
Em 1940, quando já era mãe solteira de Laís, casou-se com Albino Corrêa Bastos da Silva, conhecido como Albino Pé Grande, e com ele mudou para o morro da Mangueira no Rio de Janeiro. Com ele teve uma filha, Olga, nascida em 1943. O casamento duraria até a morte de Albino em 1977.

Clementina em 1966

Trabalhou como doméstica e lavadeira por mais de 20 anos, até ser "descoberta" na Taberna da Glória pelo compositor Hermínio Bello de Carvalho em 1963, que a levou para participar do projeto O Menestrel, apresentando-se com o violonista Turíbio Santos no Teatro Jovem, que foi um grande sucesso. Em 1964 apresentou-se no show Rosa de Ouro, ao lado de Aracy Cortes, Elton Medeiros, Paulinho da Viola e Nelson Sargento, com a direção de Hermínio e Kleber Santos. O show consagrou seu nome, rodou a Bahia e São Paulo e virou dois LPs pela Odeon (1965 e 1967), incluindo, entre outros, o jongo "Benguelê".
Em 1966 representou o Brasil no Festival de Cannes, na França, e no Festival de Arte Negra, no Senegal, apresentando-se num estádio de futebol, quando recebeu uma ovação entusiasmada do público. No mesmo ano participou de concertos na Aldeia de Arcozelo e na Sala Cecília Meireles, além de lançar o LP solo Clementina de Jesus, com repertório de jongo, corimá, sambas e partido-alto, recuperando a memória da conexão afro-brasileira.

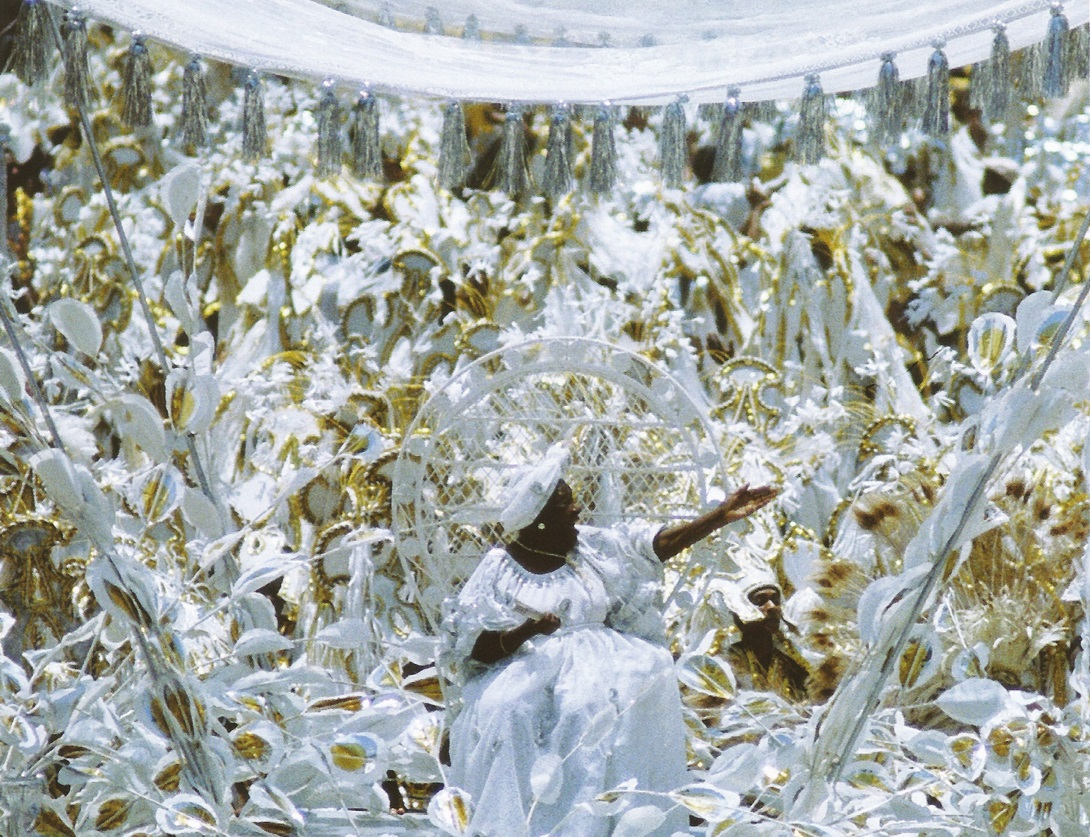
Clementina desfilando como destaque da escola de samba Beija-Flor de Nilópolis

Em 1968, com a produção de Hermínio de Carvalho, registrou o antológico LP Gente da Antiga, ao lado de Pixinguinha e João da Baiana. Em 1979 lançou o LP Clementina e convidados, do qual participaram Candeia, João Bosco, Roberto Ribeiro, Martinho da Vila, Ivone Lara, entre outros. Gravou no total cinco discos solo (dois com o título Clementina de Jesus, Clementina, Cadê Você? e Marinheiro Só) e fez diversas participações, como nos discos Rosa de Ouro, Cantos de Escravos, e Milagre dos Peixes, de Milton Nascimento, em que interpretou a faixa "Escravos de Jó". Em 1983 foi homenageada com um espetáculo no Teatro Municipal do Rio de Janeiro, com a participação de Paulinho da Viola, João Nogueira, Elizeth Cardoso e outros nomes do samba. No mesmo ano foi homenageada pela escola de samba Beija-Flor de Nilópolis no enredo A Grande Constelação das Estrelas Negras.
Seus últimos anos de vida foram difíceis. O mundo musical a deixou de lado e ela foi praticamente esquecida. Sua saúde piorava, teve vários derrames, caiu na pobreza e passou a cantar em churrascarias, mas já começava a esquecer as músicas durante as apresentações. Faleceu em função de um último derrame em 19 de julho de 1987. Foi enterrada no Cemitério de São João Batista, na zona sul do Rio de Janeiro, na presença de poucos artistas. Entre eles, Paulinho da Viola, Elymar Santos, e João Nogueira. No dia seguinte, Paulinho da Viola declarou ao Jornal do Brasil:
"Com a morte de Clementina, perdemos uma grande figura humana, uma artista que representa o povo negro, ligada à história do nosso país. O canto dela era uma coisa popular e ela tinha uma comunicação rápida com qualquer plateia do Brasil e do mundo. Tudo o que ela nos transmitia foi resultado de uma aprendizagem oral de muitos anos e acho que ela poderia ter sido mais reconhecida do que foi".

## Recepção
Rainha Ginga. Quelé. Duas maneiras de chamar Clementina de Jesus, com a imponência do título de realeza e com a corruptela carinhosa de seu nome. Clementina evocava tais sentimentos aparentemente contraditórios. A ternura e o profundo respeito. A ternura de negra velha sorridente. Todos com quem se envolvia tinham a compulsão de chamá-la Mãe, como a chamavam os músicos do musical Rosa de Ouro. Uma pessoa capaz de interromper um depoimento dado à televisão para discutir sobre o café com a moça que o servia. Um brilho especial nos olhos que cativou desde os mais humildes ao imperador Haile Selassiê. Talvez por ter trabalhado tantos anos como empregada doméstica e ter começado a carreira artística aos 63 anos, descoberta pelo poeta Hermínio Bello de Carvalho, nunca tratava de forma diferente devido à posição social.

Clementina de Jesus e Nelson do Cavaquinho, 1972. Arquivo Nacional.

Clementina causou uma fascinação em boa parte da MPB. Artistas tão diferentes como João Bosco, Milton Nascimento e Alceu Valença fizeram questão de registrar sua voz em seus álbuns. Apesar disso Clementina nunca foi um grande sucesso em vendagem de discos. Talvez por ter gravado quase que somente temas folclóricos, ou por sua voz não obedecer aos padrões estéticos tradicionais. O que realmente impressionava eram suas aparições no palco, onde tinha um contato direto com seu público.
O respeito ao peso ancestral de sua voz: uma África que estava diluída em nossa cultura é evocada subitamente na voz e nos cânticos que Clementina aprendeu com sua mãe, filha de escravos. Clementina surgiu como um elo entre a moderna cultura negra brasileira e a África-Mãe.  Lembrando de ouvi-la no Teatro Opinião, Milton Nascimento disse: "Era a África na minha frente". Para Darcy Ribeiro, dela vinha "a poderosa voz anunciadora do brasileiro que, amanhã, se assumirá como povo mulato, mais africano que lusitano". O maestro Francisco Mignone a chamou de "fenômeno telúrico exclusivamente brasileiro".
Clementina, mesmo tendo iniciado tardiamente sua vida artística e com uma curta carreira, é hoje reconhecida como uma grande artista, sendo uma figura importante para o resgate dos cantos negros tradicionais e para a popularização do samba. Considerada a rainha do partido alto, com seu timbre de voz inconfundível, foi homenageada por Elton Medeiros com o partido "Clementina, Cadê Você?" e foi cantada por Clara Nunes com o "P.C.J, Partido Clementina de Jesus", em 1977, de autoria do compositor da Portela Candeia.
Heron Coelho organizou a biografia Rainha Quelé — Clementina de Jesus, lançada em 2001. O espetáculo musical Clementina, Cadê Você? em homenagem a Clementina de Jesus estreou no Rio de Janeiro em 2013, no teatro Laura Alvim. O espetáculo teve duas indicações ao prêmio pela revista eletrônica Questão de Crítica: Melhor Atriz (Ana Carbatti) e Iluminação (Renato Machado). O espetáculo estava na lista dos 10 melhores espetáculos de 2013 organizada pelo crítico Daniel Schenker.
Em 2016, a escola de samba Tradição fez um enredo sobre Clementina. Clementina, cadê você? foi o nome do enredo apresentado pela escola, que ficou em segundo lugar no Grupo B de 2016.  No mesmo ano o governo brasileiro outorgou-lhe in memoriam a Ordem do Mérito Cultural no grau de grã-cruz, junto com outros sambistas, como parte das comemorações dos 100 anos do nascimento do samba.
Em 2017 os pesquisadores Felipe Castro, Janaína Marquesini, Luana Costa e Raquel Munhoz lançaram uma biografia, Quelé, a voz da cor – Biografia de Clementina de Jesus. Para Marquesini, 
"A imagem de Clementina traz de imediato um impacto estonteante, é a essência do nosso povo. Isso ensina muito. É como se ela nos colocasse diante da formação do brasileiro. O que mais me marca pessoalmente é o poder da resistência dessa cultura, que, por meio da oralidade, chegou até os dias de hoje, apesar de toda a repressão e violência vividas pelos negros em séculos de história do Brasil. Clementina foi exemplo vivo disso, com sua memória prodigiosa e sensibilidade para captar os ritmos e as coisas mais belas do nosso povo. Aos 63 anos, como magnífica obra do destino, ela teve a oportunidade de transbordar essa riqueza com seu canto. Todo esse conhecimento nos serviu de prova de que a África é a espinha dorsal da nossa cultura, como disse Naná Vasconcelos certa vez. A existência de Quelé foi uma dádiva a todos nós, brasileiros".
Em 2018 foi lançado o documentário Clementina pela Dona Rosa Filmes na Mostra Internacional de Cinema de São Paulo.
Em 2021 foi homenageada no carnaval paulistano pela Mocidade Alegre, com o enredo "Quelémentina, cadê Você?".

## Discografia

### Discos-solo
- 1966 - Clementina de Jesus (Odeon MOFB 3463)
- 1970 - Clementina, cadê você? (MIS 013)
- 1973 - Marinheiro Só (Odeon SMOFB 3087)
- 1976 - Clementina de Jesus - convidado especial: Carlos Cachaça (EMI-Odeon SMOFB 3899)
- 1979 - Clementina e convidados (EMI-Odeon 064 422846)

### Participações
- 1965 - Rosa de Ouro - Clementina de Jesus, Araci Cortes e Conjunto Rosa de Ouro (Odeon MOFB 3430)
- 1967 - Rosa de Ouro nº 2 - Clementina de Jesus, Araci Cortes e Conjunto Rosa de Ouro (Odeon MOFB 3494)
- 1968 - Gente da Antiga - Pixinguinha, Clementina de Jesus e João da Baiana (Odeon MOFB 3527)
- 1968 - Mudando de Conversa - Cyro Monteiro, Nora Ney, Clementina de Jesus e Conjunto Rosa de Ouro (Odeon MOFB 3534)
- 1968 - Fala Mangueira! - Carlos Cachaça, Cartola, Clementina de Jesus, Nélson Cavaquinho e Odete Amaral (Odeon MOFB 3568)
- 1982 - O Canto dos Escravos - Clementina de Jesus, Tia Doca e Geraldo Filme - Canto dos Escravos (Vissungos) da Região de Diamantina - MG. Memória Eldorado.
- 1986 - Trilha Sonora do Filme Chico Rei - Milton Nascimento, Wagner Tiso, Clementina de Jesus e Grupo Vissungo (Som Livre XSB 3048)

### Coletâneas
- 1999 - Raízes do Samba - Clementina de Jesus (EMI 522659-2)